# Salvador Vinyals i Galí
Salvador Vinyals i Galí (Terrassa, Vallès Occidental, 1781 — 1829) fou un industrial, guerriller i polític català. Era un ric fabricant de teixits que el 1808 fou escollit alcalde de Terrassa. Un cop iniciada la Guerra del Francès i després de la batalla del Bruc va organitzar el sometent local amb el també industrial Joaquim Sagrera i Domènech i ambdós dirigiren la Junta del Vallès. El 1810 va lluitar en la batalla de Sant Julià d'Altura amb Francesc Milans del Bosch i Arquer i poc després fou elegit diputat a les Corts de Cadis en substitució de Domènec Codina.
El 1813 deixà les Corts Espanyoles i es va decantar el bàndol absolutista, per la qual raó des del 1822 va combatre els liberals. Posteriorment es va unir a la guerra dels Malcontents i fou empresonat el 1829.